# 等离子武器
電漿武器，为一种定向能量武器，以高温的等离子团作为杀伤手段。

## 等离子枪炮
此武器经常出现在科幻电影、小说、游戏或动画中。
其实这种武器是可能出现在未来的。
利用激光技术实现把重氢加热变成温度很高的等离子团，再用电磁场令这团东西飞往目标。
又或用超高频电磁波令波束聚焦处的空气高度电离。

## 現實
要開發這武器，最大的問題是小型化。